# Luana Anders
Luana Anders (* 12. Mai 1938 in New York City; † 21. Juli 1996 in Mar Vista, Kalifornien) war eine US-amerikanische Schauspielerin und Drehbuchautorin, die in mehr als 30 Fernsehserien und 45 Filmen mitwirkte.

## Leben
Luana „Lu“ Anders wurde als Luana Margo Anderson geboren und wuchs in Mar Vista auf, einem Vorort von Los Angeles südlich von Santa Monica. Ihre Mutter war Marina Anderson, geborene Martinez; ihr Vater arbeitete für die Bank of America und trennte sich nach seinem Militärdienst während des Zweiten Weltkriegs von der Familie. Anders lebte zu dieser Zeit teilweise in Pflegefamilien. Als Jugendliche arbeitete sie im Bekleidungsgeschäft ihrer Mutter in Culver City. Später entdeckte sie ihr Interesse an der Schauspielerei und spielte an einem Lokaltheater in Pasadena, wo sie die spätere Bühnenschauspielerin Hazel Medina kennenlernte, die zu einer guten Freundin wurde.
Sie folgte ihr Leben lang den Lehren des Nichiren-Buddhismus und war Unterstützerin der Sōka-Gakkai-Bewegung.
Als sie die Diagnose Brustkrebs erhielt, unterstützte sie ihr alter Weggefährte Jack Nicholson, den sie seit der Schauspielausbildung kannte, und übernahm ihre Behandlungskosten. Im Alter von 58 Jahren verlor sie schließlich den Kampf gegen die Krankheit. Zur Nachlassverwalterin wurde ihre langjährige Freundin Sally Kellerman bestimmt.
Jack Nicholson erinnerte bei der 70. Oscarverleihung 1998 in seiner Dankesrede als „Bester Hauptdarsteller“ für Besser geht’s nicht an Anders. Auch Stephen King würdigte sie in seinem Buch Stephen King: On Writing als „eines seiner Film-Matinee-Idole“.

## Karriere
Zu Beginn ihrer Schauspielkarriere arbeitete Anders zusammen mit Jack Nicholson, Sandra Knight, George Edwards und Fred Roos als Produktionshilfe (engl. gofer) und Fahrradbotin für Metro-Goldwyn-Mayer. Sie überzeugte Nicholson gemeinsam mit ihr an einer Schauspielklasse des Charakterdarstellers Jeff Corey teilzunehmen, zu der auch Sally Kellerman, Richard Chamberlain, Roger Corman und Robert Towne gehörten. Bis zu ihrem Tod verband sie seitdem eine tiefe Freundschaft und Sally Kellermann wurde zu ihrer besten Freundin und Vertrauten.
Anders spielte zunächst in einer Reihe von Low-Budget-Produktionen von American International Pictures mit. Ihre erste Hauptrolle im Film hatte sie 1957 im Alter von 19 Jahren in Mannstoll und gefährlich an der Seite ihrer Freundin Sally Kellerman. Einige der frühen Filme, in denen sie mitwirkte, entstanden unter der Regie von Roger Corman – meist B-Movies aus dem Horror-Genre.
Ihre wahrscheinlich bekanntesten Filmauftritte hatte Anders in Das Pendel des Todes (1961) an der Seite von Vincent Price, der Corman-Verfilmung von Edgar Allan Poes Die Grube und das Pendel, und als Louise Haloran in Francis Ford Coppolas Debütfilm Dementia 13 (1963). Coppola hatte Anders während der Dreharbeiten zu Cormans Film Schnelle Autos und Affären gefragt, ob sie in seinem ersten Film eine Rolle übernehmen wolle; Coppola war zu dieser Zeit Tonassistent.
Sie trat in drei Filmen unter Regie von Curtis Harrington auf: 1961 im Kultfilm Night Tide an der Seite von Dennis Hopper, 1967 in Satanische Spiele und 1973 in Von mörderischer Art. Dennis Hopper besetzte sie später als eines der Hippie-Mädchen, die mit ihm und Peter Fonda in einer Schlüsselszene von Easy Rider (1969) nackt baden. Im selben Jahr folgte eine Rolle in Robert Altmans Film Ein kalter Tag im Park, der bei den Internationalen Filmfestspielen von Cannes 1969 uraufgeführt wurde und ihm zum Durchbruch verhalf.
Anders spielte auch in mehreren Filmen ihres Freundes Jack Nicholson mit, darunter The Trip (1967), Das letzte Kommando (1973), Duell am Missouri (1976), Der Galgenstrick (1978) und Die Spur führt zurück – The Two Jakes (1990).
Zu ihren weiteren erwähnenswerten Filmen gehören Life Begins at 17 (1958) an der Seite von Mark Damon, Sex and the College Girl (1964) an der Seite von Charles Grodin und John Gabriel, Robert Downeys Greaser's Palace (1972), Wenn die Legenden sterben (1972), der von Robert Towne geschriebene Film Shampoo (1975), der von ihrer Romanze mit dem Friseur Richard Alcala handelt, Personal Best (1982), Achtung, Dinosaurier! (1985), Man(n) hat's nicht leicht (1988), Mask of Murder 2 (Doppelgänger) (1993), Wild Bill (1995) und Pulp Highway (1996).
Neben ihrer Arbeit im Film war sie auch regelmäßig in Fernsehserien zu sehen, darunter Westlich von Santa Fé, Sugarfoot, Tausend Meilen Staub, Andy Griffith Show, One Step Beyond, Polizeibericht, The Outer Limits, Adam-12 und Hunter. Anders spielte in den Jahren 1991 und 1992 auch in der Seifenoper California Clan mit.
Unter dem Pseudonym Margo Blue schrieb sie für ihren Freund Roger Corman das Originaldrehbuch von Mord in der Grünen Hölle, der ausführender Produzent des Films war und zeitgleich der Debütfilm von Sandra Bullock. Außerdem war sie Co-Autorin der von MCEG und Virgin produzierten Filmkomödie Limit Up – Zum Teufel mit den Kohlen mit Richard Martini, in der sie einen Cameo-Auftritt hatte.
Ihr Debüt am Broadway hatte Anders in The Reluctant Debutante unter der Regie von Peter Brook; zwischen 1959 und 1960 spielte sie die Rolle der Sophie, neben Rex Harrison, in Jean Anouilhs Bühnenstück The Fighting Cock am ANTA Playhouse. Sie war zu dieser Zeit auch Teil der Improvisations-Comedy-Bühnengruppe The Committee.

## Filmografie (Auswahl)

### Film
- 1957: Mannstoll und gefährlich (Reform School Girl)
- 1958: The Notorious Mr. Monks
- 1958: Rauschgift-Banditen
- 1958: Life Begins at 17
- 1959: Geheimagent des FBI (ohne Erwähnung)
- 1961: Night Tide
- 1961: Das Pendel des Todes (Pit and the Pendulum)
- 1963: Schnelle Autos und Affären
- 1963: Dementia 13
- 1964: Sex and the College Girl
- 1966: Mondo Keyhole (Sprechrolle)
- 1967: The Trip
- 1967: Satanische Spiele
- 1968: Der türkisfarbene Bikini
- 1969: Easy Rider
- 1969: Ein kalter Tag im Park
- 1971: The Manipulator
- 1972: Greaser's Palace
- 1972: Wenn die Legenden sterben
- 1973: Das letzte Kommando
- 1973: Von mörderischer Art
- 1975: Shampoo
- 1976: Duell am Missouri (The Missouri Breaks)
- 1978: Der Galgenstrick
- 1979: Paraclete (Kurzfilm)
- 1979: Board and Care (Kurzfilm)
- 1982: Einer mit Herz (ohne Erwähnung)
- 1982: Personal Best
- 1984: Triple Trouble
- 1985: Achtung, Dinosaurier!
- 1988: Man(n) hat's nicht leicht
- 1989: Limit Up – Zum Teufel mit den Kohlen (Limit Up)
- 1990: Die Spur führt zurück – The Two Jakes
- 1991: Babyswitch – Kind fremder Eltern
- 1992: Brennende Herzen
- 1993: Mask of Murder 2 (Doppelgänger)
- 1993: Ohne Ausweg
- 1993: 4 himmlische Freunde
- 1994: Am Abgrund der Nacht
- 1995: Wild Bill
- 1996: Mutter, du sollst sterben
- 1996: Pulp Highway
- 1996: Cannes Man

### Fernsehen
- 1956: Polizeibericht
- 1957: The Restless Gun
- 1958: Ihr Star: Loretta Young
- 1959: Cimarron City
- 1959: Westlich von Santa Fé
- 1959: Dezernat M
- 1959: Sugarfoot
- 1959–1960: One Step Beyond
- 1960: Lawman
- 1961: The Islanders
- 1961: Tausend Meilen Staub
- 1962–1963: Ben Casey
- 1963: The Eleventh Hour
- 1963: Zirkusdirektor Johnny Slate
- 1964: The Outer Limits
- 1966: Vacation Playhouse
- 1967: Andy Griffith Show
- 1966–1967: Süß, aber ein bißchen verrückt
- 1967: Accidental Family
- 1967–1968: Polizeibericht
- 1968: Hawaii Fünf-Null
- 1968: Adam-12
- 1969: My Friend Tony
- 1969: Mayberry R.F.D.
- 1970: Polizeibericht
- 1971: Der Chef
- 1972: Evil Roy Slade
- 1972: Bonanza
- 1972: Mannix
- 1974: Feuerwache 23
- 1977: Unsere kleine Farm
- 1978: The Next Step Beyond
- 1990: Hunter
- 1991–1992: California Clan